# NGC 3621
NGC 3621是一個螺旋星系，位於長蛇座，距離地球約2,200萬光年（6.7 Mpc），也是一個場星系。
該星系相對明亮，在中等尺寸的望遠鏡中可以清楚地看到。該星系的直徑約為93,000光年(29,000 pc)，從邊緣觀察時傾斜角為25°。它的亮度相當於太陽的130億倍。該星系形態分類為SA(s)d，這是一個具有鬆散纏繞臂的普通螺旋星系。NGC 3621儘管看似孤立，實際上隸屬於獅子座支線星系群。
該星系有一個與西佛星系光譜相匹配的活躍核，表明其核心存在一個超大質量黑洞。根據恆星在原子核中的運動，該黑洞的質量可能高達太陽質量的三百萬倍。

2024年4月，天文學家在NGC 3621中觀測到一顆超新星：SN 2024ggi。

## 圖集

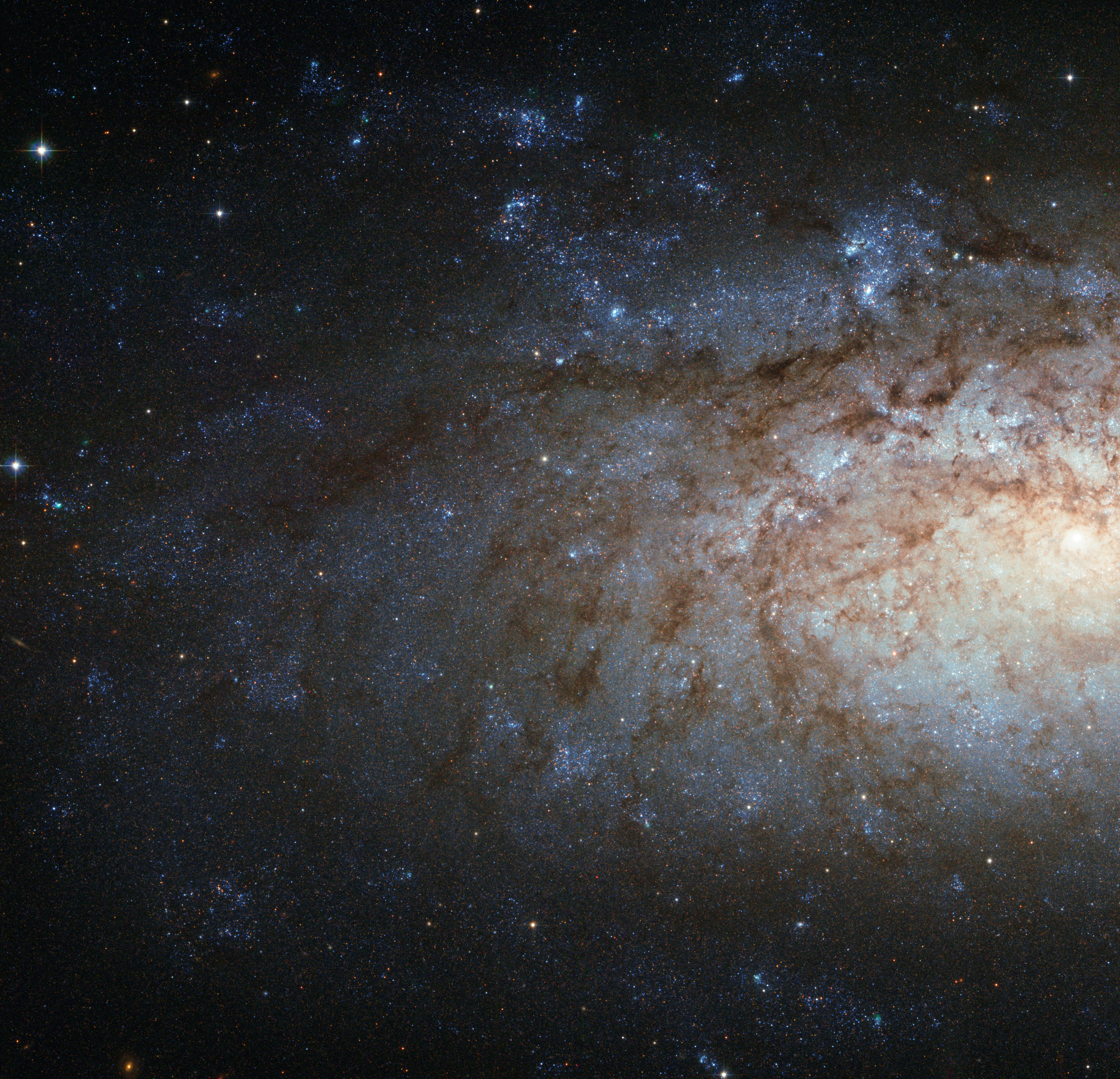
哈伯太空望遠鏡拍攝的NGC 3621照片
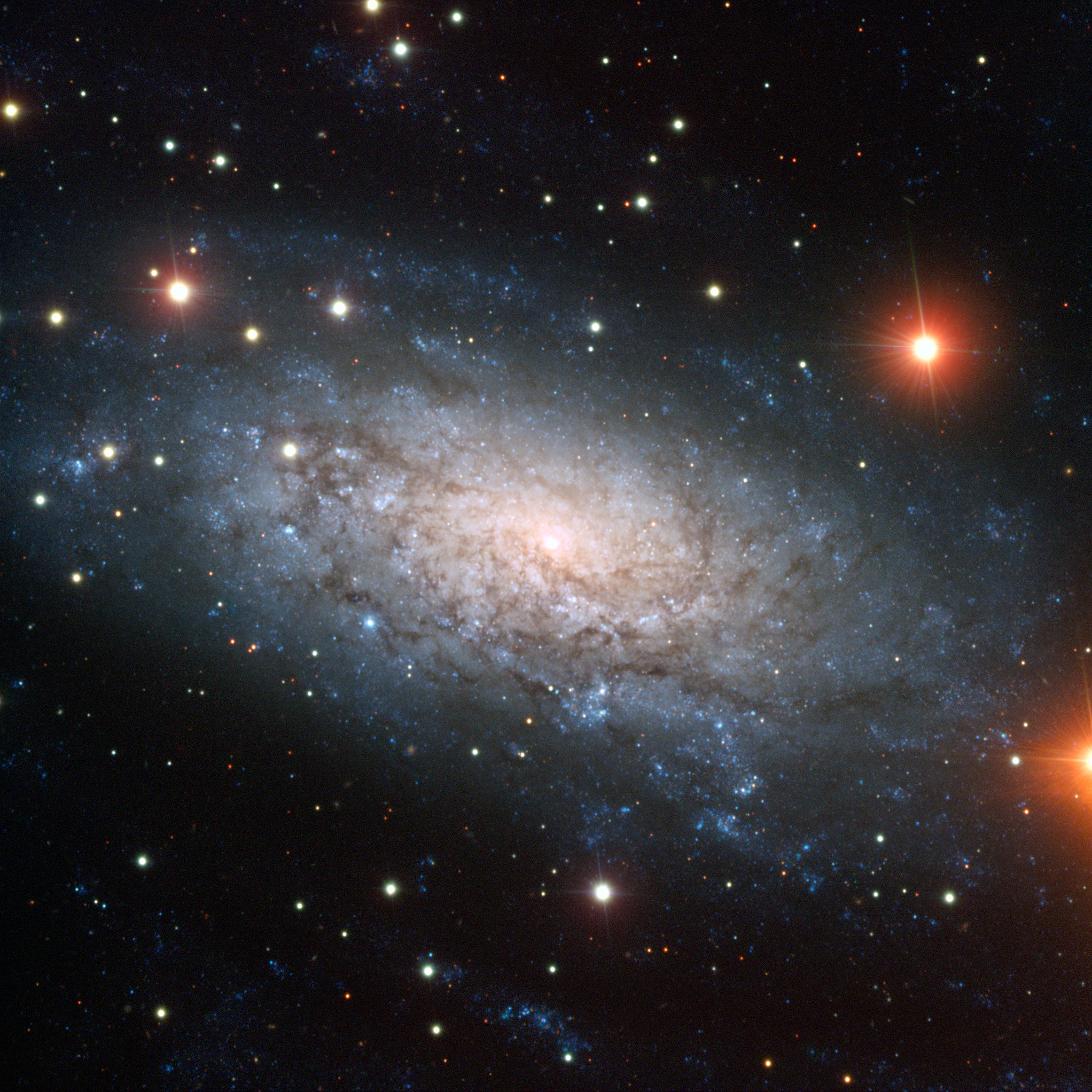
甚大望遠鏡拍攝的NGC 3621照片
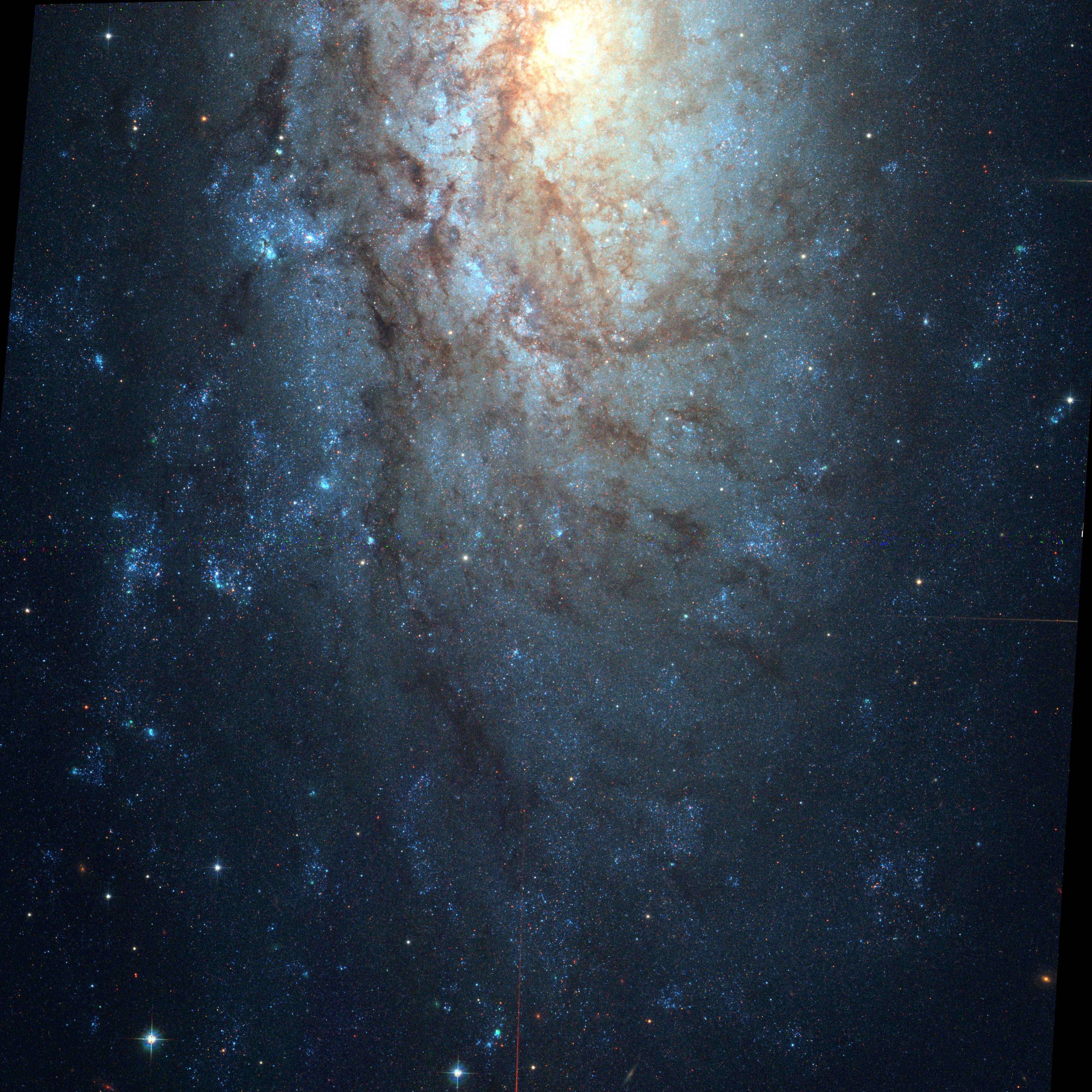
哈伯太空望遠鏡拍攝的NGC 3621照片
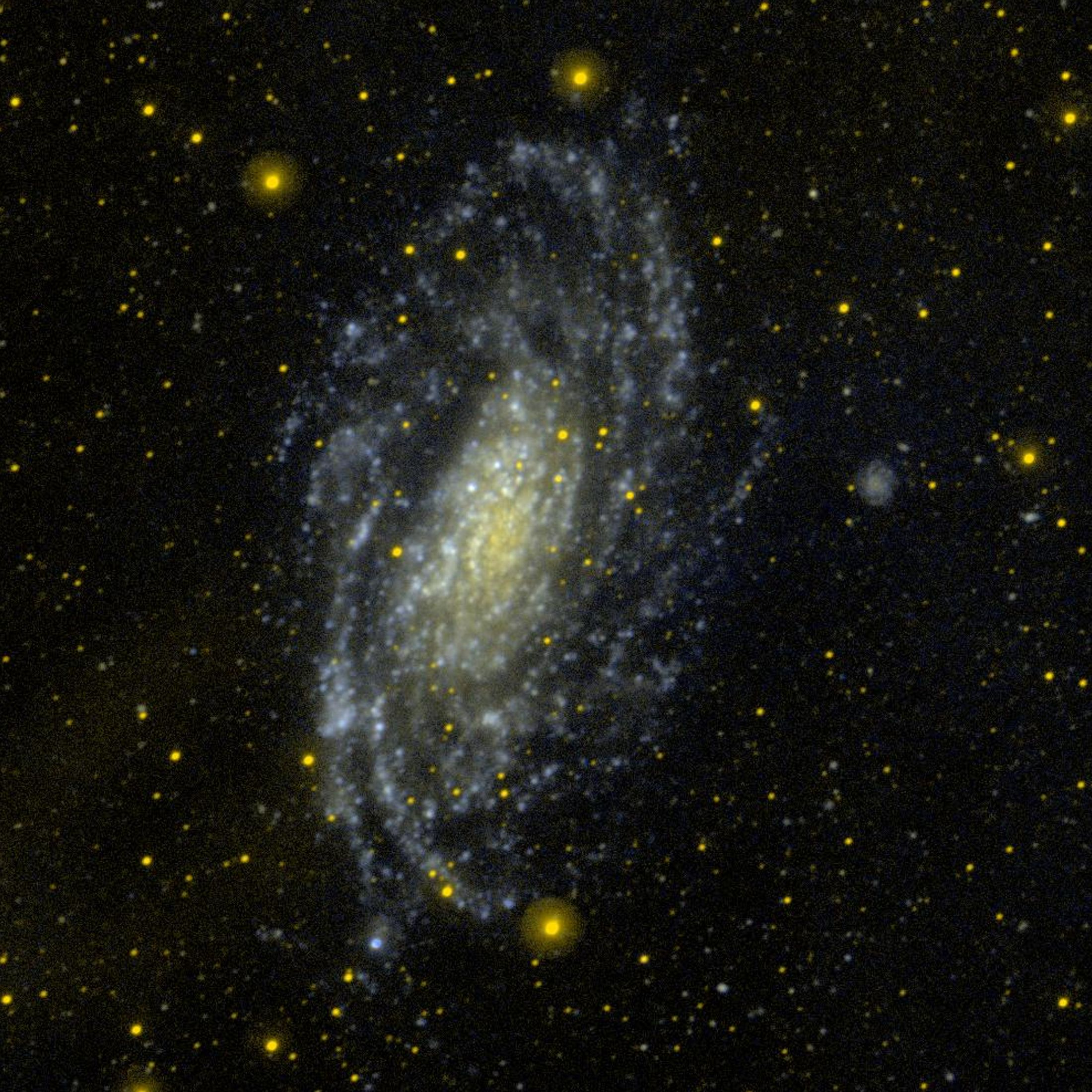
星系演化探測器拍攝的NGC 3621照片
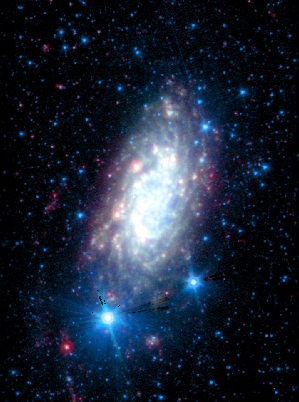
史匹哲太空望遠鏡拍攝的NGC 3621照片
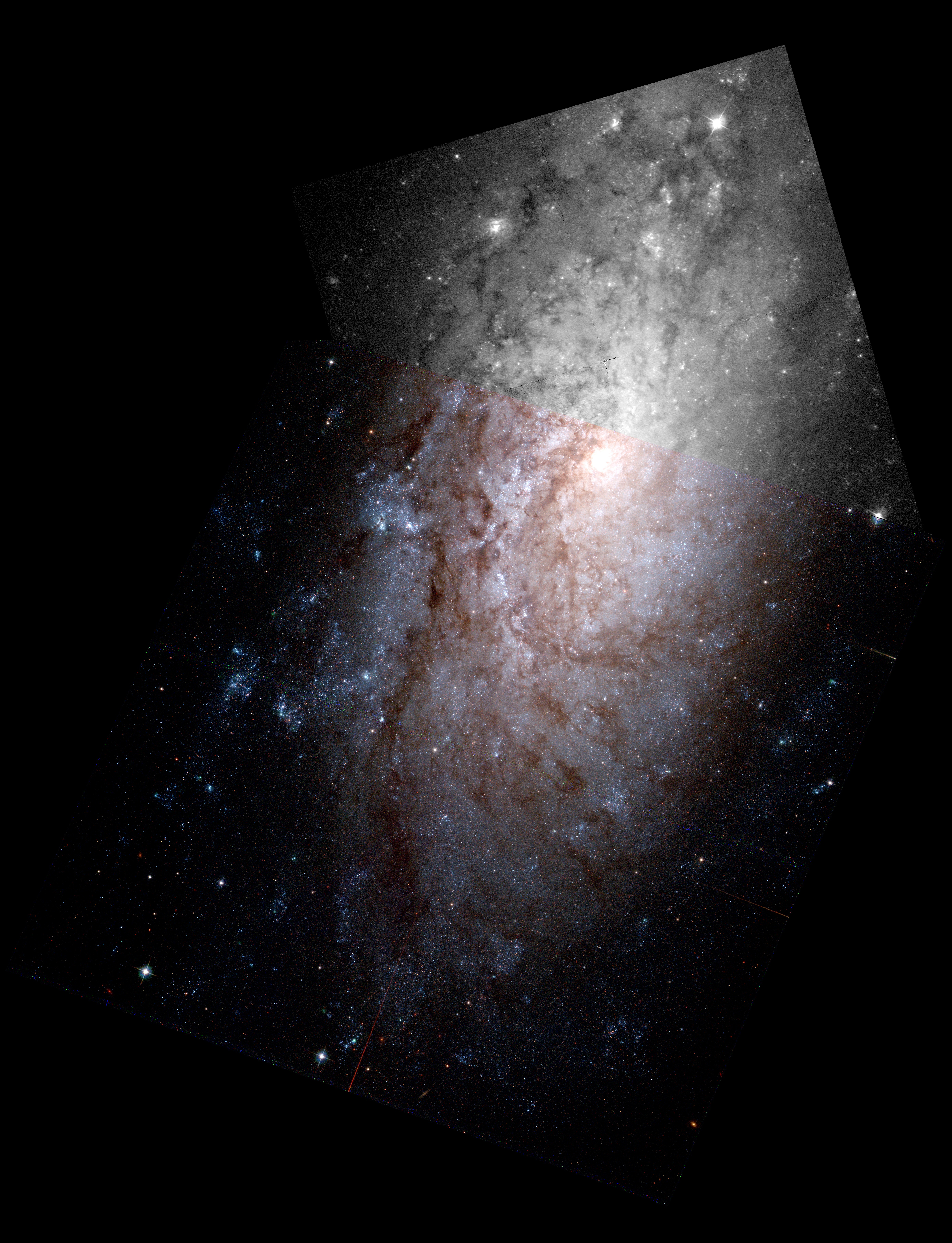
哈伯太空望遠鏡拍攝的NGC 3621照片

## 外部連結
- A Picture-perfect Pure-disc Galaxy （页面存档备份，存于） — ESO Photo release.

| 天文學目錄  | 天文學目錄                                           | 天文學目錄 |
| ----------- | ---------------------------------------------------- | ---------- |
| NGC天體表： | NGC 3619 - NGC 3620 - NGC 3621 - NGC 3622 - NGC 3623 |            |